# Azerbaigian ai Giochi della XXXIII Olimpiade
L'Azerbaigian ha partecipato ai Giochi della XXXIII Olimpiade che si sono svolti a Parigi dal 26 luglio all'11 agosto 2024, con una delegazione di 48 atleti, 28 uomini e 20 donne in 14 sport e 15 discipline.
I portabandiera alla cerimonia di apertura sono stati Mahammad Abdullayev e Gultaj Mammadaliyeva.

## Delegazione
| Sport            | Uomini | Donne | Totale |
| ---------------- | ------ | ----- | ------ |
| Atletica leggera | 0      | 1     | 1      |
| Badminton        | 1      | 1     | 2      |
| Canottaggio      | 0      | 1     | 1      |
| Ginnastica       | 0      | 7     | 7      |
| Judo             | 7      | 2     | 9      |
| Lotta            | 11     | 1     | 12     |
| Nuoto            | 1      | 1     | 2      |
| Pallacanestro    | 0      | 4     | 4      |
| Pugilato         | 5      | 0     | 5      |
| Scherma          | 0      | 1     | 1      |
| Taekwondo        | 1      | 0     | 1      |
| Tiro             | 1      | 0     | 1      |
| Tiro con l'arco  | 0      | 1     | 1      |
| Triathlon        | 1      | 0     | 1      |
| Totale           | 28     | 20    | 48     |